# Rinoigrometro
Il rinoigrometro è un apparecchio per lo studio della funzione respiratoria nasale, costituito da una lastra di metallo a superficie speculare, su cui si fa respirare il paziente.
In corrispondenza di ogni narice si forma una chiazza umida, indice della pervietà delle fosse nasali.